# Homérien
Stratigraphie
Sheinwoodien Gorstien
Ludlow
L’Homérien est le cinquième étage du Silurien, dans l'ère paléozoïque. Cette subdivision est la plus récente de la série géologique du Wenlock et s'étend de 430.6 ± 1.3 à 426.7 ± 1.5 millions d'années. Elle est précédée par le Sheinwoodien et suivie par le Gorstien,.

## Stratigraphie
| Système                                            | Série      | Étage        | Âge (Ma)       |
| -------------------------------------------------- | ---------- | ------------ | -------------- |
| Dévonien                                           | Inférieur  | Lochkovien   | plus récent    |
| Silurien                                           | Pridoli    | Pridoli      | 423.0 – 419.62 |
| Silurien                                           | Ludlow     | Ludfordien   | 425.0 – 423.0  |
| Silurien                                           | Ludlow     | Gorstien     | 426.7 – 425.0  |
| Silurien                                           | Wendock    | Homérien     | 430.6 – 426.7  |
| Silurien                                           | Wendock    | Sheinwoodien | 432.9 – 430.6  |
| Silurien                                           | Llandovery | Télychien    | 438.6 – 432.9  |
| Silurien                                           | Llandovery | Aéronien     | 440.5 – 438.6  |
| Silurien                                           | Llandovery | Rhuddanien   | 443.1 – 440.5  |
| Ordovicien                                         | Supérieur  | Hirnantien   | plus ancien    |
| Subdivisions du Silurien d'après l'ICS, août 2018. |            |              |                |

Le point stratotypique mondial (PSM) de l'Homérien est situé le long d'un petit cours d'eau, affluent du ruisseau Sheinton (Sheinton Brook) à 500 m au nord du hameau Homer — le nom de l'étage faisant référence à ce lieu —, dans le comté de Shropshire en Grande-Bretagne (52° 36′ 56″ N, 2° 33′ 53″ O). Le PSM se trouve dans la partie supérieure du Membre Apedale de la Formation Coalbrookdale. La base de l'étage correspond au niveau d'apparition du graptolite Cyrtograptus lundgreni,.